# Brenz
Brenz är en kommun i Landkreis Ludwigslust-Parchim i förbundslandet Mecklenburg-Vorpommern i Tyskland. Det finns två orter i kommunen Alt Brenz och Neu Brenz.
Kommunen ingår i kommunalförbundet Amt Neustadt-Glewe tillsammans med kommunen Blievenstorf och staden Neustadt-Glewe.